# Al-Sinnabra
Al-Sinnabra o Sinn en-Nabra, es el topónimo árabe de un lugar histórico ubicado en la costa sur del Mar de Galilea, en lo que es actualmente Israel. El antiguo sitio se encuentra en una estribación de las colinas que encierran el costado sur del Mar de Galilea, y junto a la cual (hacia el sur), se encuentra el tell de Khirbet Kerak o Bet Yerah, uno de los más grandes en el Levante, abarcando una área de más de 50 acres. La ciudad gemela de Sennabris (nombre por el que se conocía a al-Sinnabra en la antigüedad clásica) durante la época helenística fue la ciudad de Bet Yerah y sus vestigios se localizan en el mismo tell.
La ciudad o aldea estuvo habitada en los períodos helenístico, romano-bizantino e islámico temprano. Un complejo palaciego árabe islámico o ksar allí ubicado también se conocía como al-Sinnabra, y servía como el lugar de vacaciones de invierno para los califas en laPalestina de la era omeya (c. 650-704 dC). Para el período de las Cruzadas, el ksar de al-Sinnabra ya estaba en ruinas. Si bien se desconoce la fecha de destrucción de la aldea, para el período ayubí las descripciones del área mencionan tan solo el "Puente Cruzado de Sennabris", construido sobre el río Jordán, que en ese momento corría inmediatamente al norte de la aldea.
Durante décadas, parte del complejo palaciego de al-Sinnabra fue erróneamente identificado como una sinagoga de la era bizantina (c. 330-620 d. C.) debido al hallazgo de  una base de columna con el grabado de un candelabro de siete brazos. Esta tesis fue puesta en cuestión por Ronny Reich en 1993. Finalmente, Donald Whitcomb sugirió que el complejo era en realidad el ksar de al-Sinnabra en 2002, análisis que excavaciones realizadas en 2010 demostraron era correcto. Construido en el siglo VII por Mu'awiya y uno de sus sucesores, Abd al-Málik (quien también encargó la construcción de la Cúpula de la Roca en la Ciudad Vieja de Jerusalén), este complejo de edificaciones probablemente representa el primer complejo omeya de este tipo que se haya descubierto.

## Nombre
En las fuentes griegas (helenísticas) el nombre aparece como Sennabris, mientras que en el arameo utilizado en las fuentes talmúdicas se le conoce como Sinnabri, y se describe como ubicado junto a Bet Yerah.
La transliteración árabe del nombre es al-Sinnabra o Sinn-en-Nabra .

## Ubicación
Si bien es descrita en los escritos de historiadores árabes antiguos, la ubicación precisa de al-Sinnabra era desconocida desde hacía bastante tiempo. Josefo, el historiador judío del siglo I, describió a Sennabris como el punto más al norte del valle del Jordán, situándola a unos 30 estadios al sur de Tiberíades. En el Buldan, Yaqut al-Hamawi (1179-1229), el geógrafo sirio, situó al-Sinnabra frente al 'aqabat Afiq (que significa "el paso de Afeq"), a 3 millas (4,8 km) de Tiberíades .

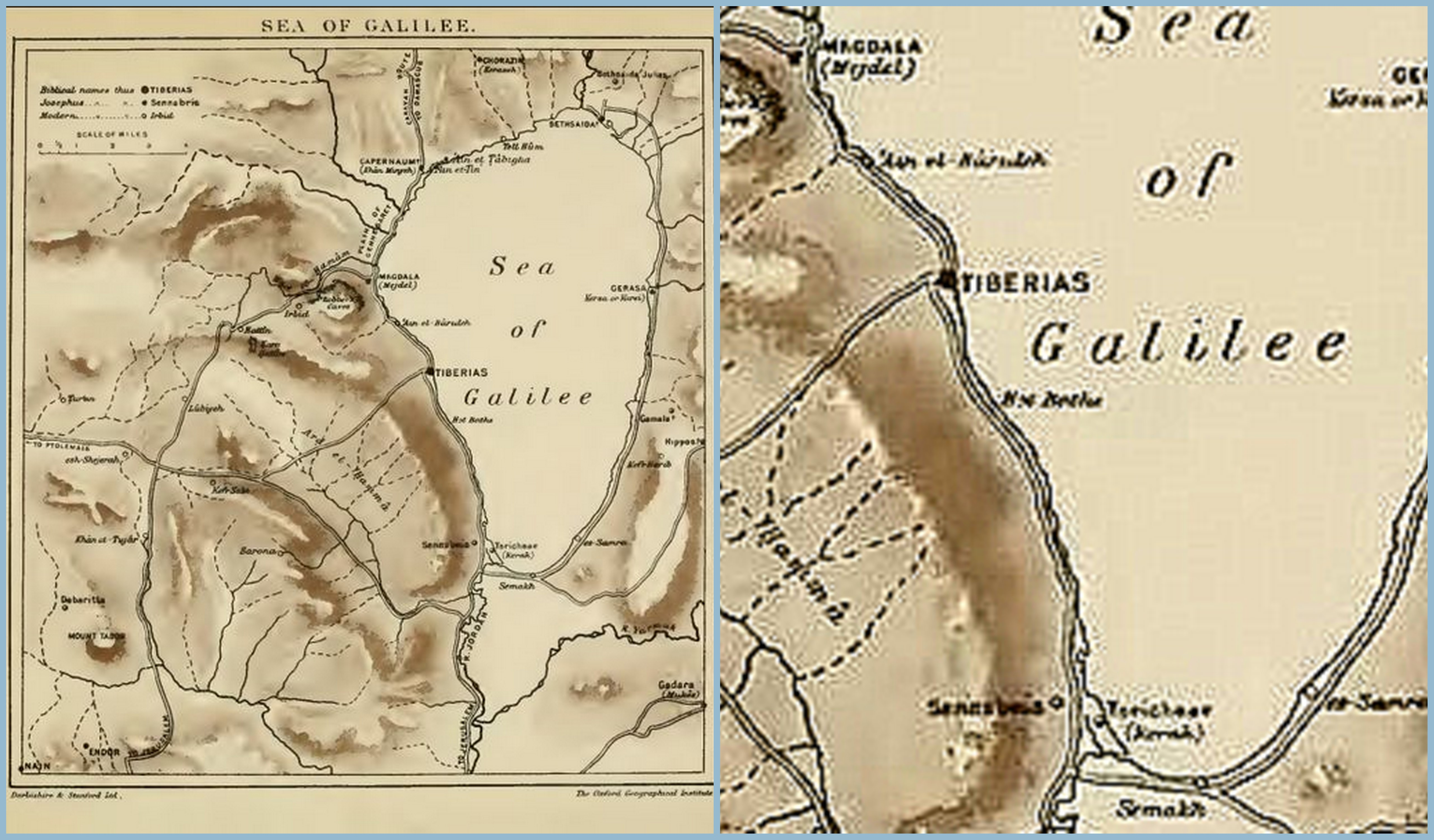
Ubicación de Sennabris en un mapa de 1903

Josef Schwarz, un rabino que se mudó a Jerusalén en el siglo XIX, transcribió el nombre tal como aparece en el Talmud como Senabrai, y señaló que, citando a Josefo respecto a su ubicación geográfica, "incluso en la actualidad se encuentran en las cercanías vestigios de ruinas llamadas por los árabes Sinabri". Un mapa del área, hecho por el Fondo de Exploración de Palestina alrededor de este tiempo, ilustra a Khirbet Sinn en-Nabrah inmediatamente al noroeste de Khirbet Kerak, en una área ocupada en el presente por el asentamiento de Kinneret.
Se ha confirmado recientemente que la ubicación de Al-Sinnabra se encuentra cerca de la autopista principal Ramla-Beisan-Damasco, a unos 6 kilómetros (3,7 mi) al sur de Tabariyya (el nombre árabe de Tiberíades), una ciudad que durante la dinastía Omeya sirvió como capital de la provincia de al-Urdunn. Está ubicada en el tell de Khirbet Kerak (en árabe: Khirbet al-Karak, "las ruinas del castillo") o Bet Yerah (en hebreo: בית ירח‎, "Casa de la Luna (dios)"), que se encuentra en el punto donde el Mar de Galilea desemboca en el río Jordán, elevándose 15 metros sobre el nivel del mar. El río Jordán corre hacia el sur, aunque anteriormente (hasta al menos el período medieval) corría a su norte y oeste

## Historia

### Período helenístico
En la época helenística, la ciudad era conocida como Sennabris. Se han identificado partes de las murallas de la ciudad de este período, y se estima que la muralla (en los costados del sur y el occidente del tell) medía al menos 1,600 metros de longitud. El muro fue construido con pilotes de basalto con ladrillos en la parte superior, y estaba reforzado de manera alternante por torres rectangulares y torres redondeadas con escaleras en forma de caracol. Se han encontrado torres similares de este mismo período en Tel Zeror. Una parte de la ciudad, que se descubrió en la parte sur del montículo, incluía una calle a lo largo de la cual se construyeron casas, una de las cuales tenía un patio pavimentado alrededor del cual había once habitaciones. Algunas de las casas que dan al lago han sobrevivido hasta la altura de los marcos de sus ventanas.

### Período romano-bizantino

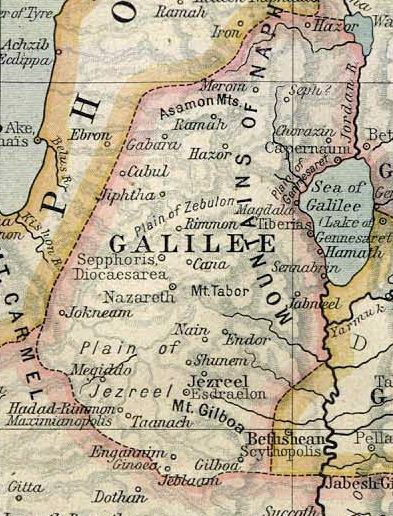
Una representación de la ubicación de Sennabrin en la antigua Galilea, según aparece en The Historical Atlas (1923) de William R. Shepherd

Según Josefo, Vespasiano acampó con tres legiones romanas en Sennabris, en preparación a un asalto contraa Tarichaea. La describe como una "aldea", pero dado el tamaño del ejército romano allí estacionado, esta estimación parece pequeña. En ese momento se construyó un fuerte, probablemente por los constructores de la Sexta Legión, así como una carretera que conectaba Tiberíades y Sennabris, pasando por Betsaida e Hippos.
Según el Talmud de Jerusalén (Meguilá 1: 1 [2b]), tanto Sennabris como Bet Yerah produjeron alguna vez kinarīm, una palabra que el exégeta talmúdico Moses Margolies sugiere que significa "cañas", pero que Jastrow sugiere se refería al azufaifo de la espina de Cristo (Ziziphus spina-christi)".
Una enorme iglesia de la era bizantina fue construida en el pueblo en el año 450 d. C. y tuvo varias renovaciones, la última de ellas en 529 d. C. La iglesia muestra signos de haber sido rehabitada durante el período islámico temprano, posiblemente sirviendo como un dar o casa solariega.

### Período islámico temprano
La aldea ganó importancia bajo el dominio del imperio omeya. Un ksar (complejo palaciego árabe islámico) ubicado en al-Sinnabra y que era conocido con el mismo nombre, sirvió como lugar de vacaciones de invierno para Mu'awiya, Marwán I y otros califas en la Palestina de la era omeya (c. 650-704 d. C.). Mu'awiya (602-680), el primer califa, se instaló en al-Sinnabra, distribuyendo su tiempo en Palestina entre su residencia allí y Jerusalén. Entre las innovaciones que introdujo en la estructura del palacio en al-Sinnabra se encuentran la construcción de una maqṣura, "un compartimento con columnas... encerrado por una barandilla o pantalla " contra la cual el califa se inclinaba a escuchar las peticiones de sus súbditos, y la de un mihrab asociado con la forma absidal.
Según Whitcomb, el ksar es probablemente la construcción omeya más antigua de este tipo que se haya descubierto. Se diferencia de otros ksur (plural de ksar) en que no hay buyūt ("casas") construidas alrededor de un patio central, lo que sugiere un diseño más urbano, tal como el que se encuentra en Anjar, o uno más palaciego, como el de Qasr ibn Wardan. Es similar a otros ksur en que exhibe características asociadas con las técnicas de construcción preislámicas utilizadas por los jefes árabes de la era bizantina.
Los califas omeyas posteriores también iban a al-Sinnabra. El califa Marwán I ( r . 684-685 ) celebró allí dos consejos: el primero en 684, mientras se dirigía de Damasco a Egipto, a atender las quejas de sus lealistas; el segundo en su viaje de regreso en 685 para designar a su hijo mayor, Abd al-Málik, como su sucesor elegido y gobernador de Palestina. Marwán pudo haber permanecido allí hasta su muerte más tarde ese año. Abd al-Málik (r . 685-705), quien emuló muchas de las prácticas de Mu'awiya, residía parte del año en Damasco y Baalbek, y pasaba la temporada de invierno en al-Sinnabra y en al-Jabiya en el Golán, lo que la convirtió en una de los cuatro capitales antiguas de la casa gobernante Marwanida de la dinastía Omeya. Murió en al-Sinnabra en 705. Un príncipe omeya y exgobernador de Jorasán hasta 698, Umayya ibn Abdallah ibn Jálid ibn Asid, se retiró y murió en al-Sinnabra durante el reinado de Abd al-Málik.
En 744, un ejército comandado por Sulayman ibn Hisham, un general del califato omeya enviado por el califa Yazid III a sofocar la resistencia a su gobierno, llegó a al-Sinnabra, a donde las tribus de Urdunn fueron a jurarle lealtad al califa ante él.
El sitio aparentemente todavía estaba en uso en el siglo X; en 979 tuvo lugar allí una reunión entre Abu Taghlib (Fadlallah b. al-Hasan) de la dinastía Hamdánida y Fadl, hijo de Salih, un judío que comandaba las fuerzas fatimíes.

### Periodo cruzado
Durante las Cruzadas, el ejército de Balduino I, uno de los líderes de la Primera Cruzada, fue derrotado allí en la Batalla de Al-Sannabra en 1113 por los ejércitos de Mawdud, el atabeg de Mosul que había formado una alianza con las fuerzas de Damasco. En el período previo a la Batalla de Hattin en 1187, Saladino y sus fuerzas atravesaron y establecieron un campamento cerca de la aldea, antes de pasar a tomar el mando de los caminos alrededor de Kafr Sabt. El ksar omeya ya estaba en ruinas. En el lecho seco del río donde solía correr el río en ese tiempo, se encontraron los restos del "puente cruzado de Sennabris".

### Período ayubí
Se desconoce la fecha exacta de la destrucción de la aldea, pero se cree que no sobrevivió después del período de gobierno ayubí (c. finales del siglo XII y principios del XIII), en tanto las referencias a al-Sinnabra provenientes de esta época mencionan solamente el puente del mismo nombre, sin mencionar el pueblo.

## Excavaciones e identificación
En 1946, en el cuadrante norte del tell, un complejo fortificado y que consta de una serie de grandes estructuras, incluida una casa de baños contigua a una gran sala absidal decorada con mosaicos de colores, fue descubierta justo encima del granero (también conocido como edificio de los círculos), una estructura de la Edad del Bronce Antigua descubierta en excavaciones anteriores.
Entre 1950 y 1953, P. L. O. Guy y Pesach Bar-Adon, dos arqueólogos israelíes, excavaron el complejo, identificando falsamente un edificio allí como una sinagoga palestina de los siglos V-VI, debido a la presencia de una base de columna grabada con un candelabro de siete brazos. La "sinagoga" se incorporó al parque nacional de Beth Yerah, que sirvió como un destino turístico popular durante las décadas de 1950 y 1960, pero ha estado cerrada desde entonces.
Excavaciones realizadas por el Instituto Oriental de la Universidad de Chicago en 1960 descubrieron la iglesia bizantina (al norte del complejo). Se plantearon dudas repetidamente sobre la identificación de la estructura al sur como una sinagoga ubicada dentro de un fuerte de la época romana y con baños anexos. Ronny Reich, un destacado arqueólogo israelí, refutó esa tesis en 1993, sin ofrecer una explicación alternativa sobre su identidad.

### Identificación correcta
Donald S. Whitcomb, del Instituto Oriental de la Universidad de Chicago, planteó la hipótesis de que el complejo que hasta 2002 había sido identificado como "romano-bizantino", era de hecho el palacio de al-Sinnabra, después de reexaminar el plano y las características arquitectónicas proporcionadas en el descripciones hechas por los excavadores israelíes. Al notar las similitudes entre las características del complejo y las de Khirbat al-Mafjar, otro palacio de la era islámica cerca de Jericó, sugirió que el sitio era uno de los llamados castillos del desierto (sing. Ksar; pl. Ksur) del Levante islámico antiguo. Al comparar esta información con las descripciones proporcionadas en los textos de geografía histórica, Whitcomb determinó que el complejo de Khirbet Kerak era de hecho el palacio árabe islámico de al-Sinnabra.

### Fechado
La tesis de Whitcomb fue confirmada luego de una investigación realizada por Taufik De'adle de la Universidad Hebrea y excavaciones realizadas por arqueólogos israelíes encabezados por Raphael Greenberg del Instituto de Arqueología de la Universidad de Tel Aviv en 2010. Las monedas encontradas en el sitio y sus cimientos indican que el edificio central no se construyó antes del 650 d. C. y que la casa de baños adjunta a la pared exterior data de finales del siglo VII. Los cimientos del recinto están formados por gruesos topes de pared de más de dos metros de profundidad y dan una idea de la distribución del palacio, los baños y la muralla, y las torres que los rodeaban. Los restos de conductos de agua y tuberías de cerámica de la casa de baños dan fe de la existencia de un sofisticado sistema de distribución de agua, alimentado por un acueducto.
Greenberg afirmó que al-Sinnabra y otros sitios que están en proceso de ser re-fechados de manera similar indican una continuidad arquitectónica entre los imperios romano y áraba temprano.